# Dikaios-Maler

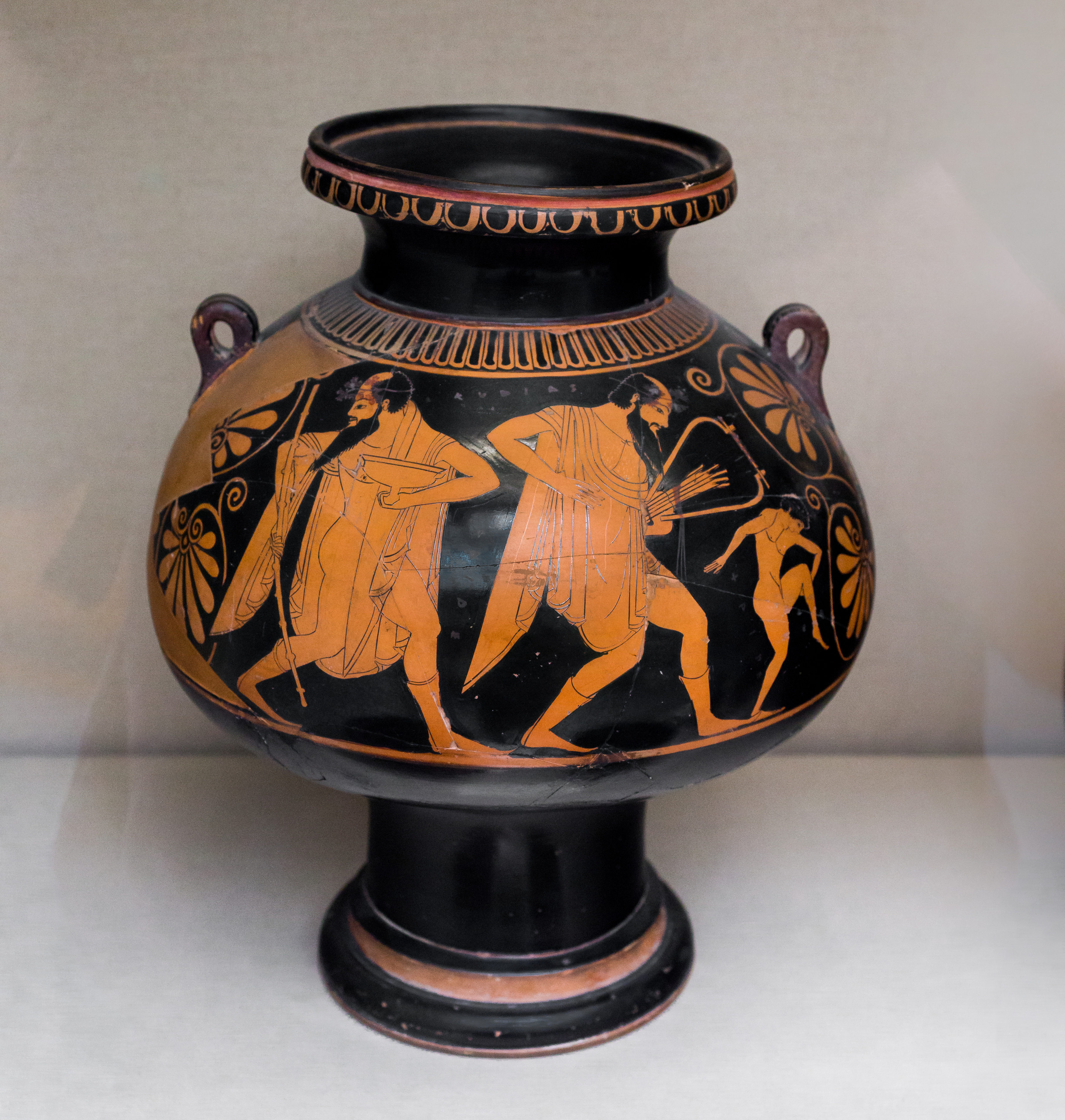
Komosszene mit zwei nur mit Umhängen bekleideten glatzköpfigen, bärtigen Männern und einem Jüngling auf einem Psykter im British Museum E 767; um 510/500 v. Chr.

Der Dikaios-Maler war ein griechischer Vasenmaler, der Ende des 6. Jahrhunderts v. Chr. in Athen tätig war.
Der Dikaios-Maler war ein Vertreter der „Pioniergruppe“ der rotfigurigen Vasenmalerei, steht in seiner Bekanntheit und Bedeutung allerdings hinter den Hauptvertretern Euphronios, Euthymides, Smikros und Phintias zurück. Er bemalte seine Vasen zwar auch im neuen Stil, doch sind von seiner Hand auch Werke in der schwarzfigurigen Vasenmalerei bekannt, in der er sein Handwerk wohl ursprünglich erlernt hatte. Der Dikaios-Maler gehört damit zu vergleichsweise wenigen Vasenmalern, von denen Werke in beiden Hauptstilen bekannt sind. In seiner rotfigurigen Zeichenweise erinnert er an Euthymides, doch wohnt seinen Werken auch eine von seinem Herkommen vom schwarzfigurigen Stil herrührende innere Unruhe inne, die auch die Werke des in beiden Stilen arbeitenden Psiax kennzeichnet. Manche Einzelfiguren im rotfigurigen Stil erinnern so sehr an die des Euthymides, dass sie wie Kopien wirken, was innerhalb der Gruppe der Pioniere durchaus möglich erscheint. Martin Robertson beschreibt das Abhängigkeitsverhältnis zwischen beiden als das eines Imitators zum Vorbild und vergleicht es mit dem Verhältnis von Smikros zu Euphronios. In seinen Werken verbindet der Dikaios-Maler häufig rotfigurige Bilder mit im schwarzfigurigen Stil gearbeiteten Ornamenten. Seine Werke erinnern in der Bildkomposition häufig an einfallslose Bilder, wie es sie zur selben Zeit im schwarzfigurigen Stil gab. Seine Meisterschaft hingegen zeigt er vor allem in Bildern mit Gelage-, Komos- und Liebesszenen, insbesondere auf einer Kalpis im Museum für Kunst und Geschichte Brüssel und einem Psykter im British Museum. Die Zahl der ihm zugeschriebenen Werke ist nicht sehr groß.